# Dernycriterium van Wilrijk
Het Dernycriterium van Wilrijk is een wielercriterium in het Antwerps district Wilrijk. Sinds 2004 wordt het criterium op een kort parcours in het centrum van het district verreden.

## Geschiedenis
In 2018 werd door de slechte weersomstandigheden de wedstrijd stilgelegd. Onder andere Elia Viviani, Dylan Teuns, Jürgen Roelandts en Jelle Vanendert stonden aan het vertrek.

## Erelijst

### Mannen
| Jaar | 1e                | 2e                  | 3e                 |
| ---- | ----------------- | ------------------- | ------------------ |
| 2004 | Nico Mattan       | Tom Steels          | Sven Renders       |
| 2005 | Ludo Dierckxsens  | Wim Van Huffel      | Nico Mattan        |
| 2006 | Leif Hoste        | Niko Eeckhout       | Jens Renders       |
| 2007 | Peter Van Petegem | Wim Vansevenant     | Nico Mattan        |
| 2008 | Philippe Gilbert  | Jürgen Roelandts    | Sven Renders       |
| 2009 | Alessandro Ballan | Serge Pauwels       | Kristof Goddaert   |
| 2010 | Christophe Moreau | Kristof Goddaert    | Robbie McEwen      |
| 2011 | Björn Leukemans   | Luca Paolini        | Niko Eeckhout      |
| 2012 | Kristof Goddaert  | Alessandro Ballan   | Jürgen Roelandts   |
| 2013 | Kris Boeckmans    | Marcel Sieberg      | Kristof Goddaert   |
| 2014 | Luca Paolini      | Jonas Van Genechten | Kristof Vandewalle |
| 2015 | Jürgen Roelandts  | Preben Van Hecke    | Sep Vanmarcke      |
| 2016 | Thomas De Gendt   | Iljo Keisse         | Jens Debusschere   |
| 2017 | Oscar Gatto       | Oliver Naesen       | Iljo Keisse        |
| 2018 | stilgelegd        |                     |                    |
| 2019 | Tim Merlier       | Fabio Jakobsen      | Thomas De Gendt    |

### Vrouwen
In 2022 werd voor de eerste keer een dernycriterium voor vrouwen georganiseerd, het was ook de eerste keer in België. De prijs was 1536 euro wat een symbolisch bedrag van een euro meer was dan de prijs die de Italiaanse Elisa Longo Borghini kreeg in Parijs-Roubaix. Lotte Kopecky won de eerste dernyeditie en Chantal van den Broek-Blaak de supersprint. Er namen telkens 12 rensters deel die eerste een keirinsprint nummer reden en dan een derny.

#### Supersprint
| Jaar | 1e                | 2e | 3e |
| ---- | ----------------- | -- | -- |
| 2022 | Chantal Blaak     |    |    |
| 2023 | Marianne Vos      |    |    |
| 2024 | Anna Vanderaerden |    |    |

#### Derny
| Jaar | 1e                   | 2e             | 3e                 | ref   |
| ---- | -------------------- | -------------- | ------------------ | ----- |
| 2022 | Lotte Kopecky        | Ellen van Dijk | Kim de Baat        |       |
| 2023 | Annemiek van Vleuten | Marianne Vos   | Ceylin Alvarado    | [ 4 ] |
| 2024 | Lotte Kopecky        | Sanne Cant     | Jesse Vandenbulcke |       |